# Roche Holding
Hofman la Roš je švajcarska globalna zdravstvena kompanija koja posluje u dve jedinice: farmaceutskoj i dijagnostičkoj. Opcije njene holding kompanije, Roš holding AG, su u prometu na Švajcarskoj berzi. Sedište kompanije je locirano u Baselu. Kompanija poseduje znatan broj farmaceutiskih i dijagnostičkih lokacija širom sveta.
Kompanija je vlasnik američke biotehnološke kompanije Genentek, japanske biotehnološke kompanije Čugai farmaceutikal, kao i Ventane u Tusonu, Arizona.
Rošov prihod tokom fiskalne 2010 godine je bio CHF 47,49 milijardi. Naslednici osnivača Hofman i Oeri familija poseduju nešto više od polovine kompanije. Švajcarska kompanija Novartis je vlasnik trećine deonica. Hofman la Roš je pun član Europske federacije farmaceutskih industrija i asocijacija (EFPIA).

## Spoljašnje veze
- Архивирано на веб-сајту  (29. април 2014)